# Tübingens universitet
Tübingens universitet (på tyska: Eberhard Karls Universität Tübingen) i Tübingen grundades 1477 av dåvarande greven, sedermera hertigen Eberhard av Württemberg. Universitetet hade i vinterterminen 2015/16 ca. 28 500 studenter, 10 000 anställda, 450 professorer samt 2 000 forskartjänster.

## Historia
År 1477 grundade hertig Eberhard universitetet i Tübingen. Det skedde med påvens tillstånd. 15 professorer anställdes till de fyra fakulteterna (teologi, juridik, medicin och filosofi). Första terminen skrevs 308 studenter in vid lärosätet. Till den första tidens lärare och studenter hörde Johannes Nauclerus, Johann Heynlin, Gabriel Biel, Konrad Summenhart, Heinrich Bebel, Johannes Reuchlin, Philipp Melanchthon och Johannes Stöffler.  
År 1480 färdigställdes den äldsta, ännu bevarade universitetsbyggnaden, idag kallad Die alte Burse. Den inrymde internat och ett större auditorium. År 1509 upprättades stipendiet Martinianum, med tanke på mindre bemedlade studenter. År 1535 genomfördes reformationen vid universitetet efter påtryckningar från furstehåll. Tübingen blev efterhand ett centrum den lutherska ortodoxin.